# حقوق الإنسان في تركمانستان
تعرض سجل حقوق الإنسان في تركمانستان لانتقادات قوية من مختلف البلدان والعلماء في جميع أنحاء العالم. حيث يوجد انخفاض ملحوظ في معايير التعليم والصحة خلال حكم الرئيس صفرمراد نيازوف.
منذ ديسمبر 2006، وفي ظل حكم الرئيس قربانقلي بردي محمدوف، لم تلاحظ المنظمات الدولية لحقوق الإنسان أي تغير ملحوظ نحو الأفضل فيما يتعلق بحقوق الإنسان والحرية المدنية.

## التمييز ضد الأقليات العرقية
قررت الحكومة التركمانية بإلغاء اتفاقية الجنسية المزدوجة مع روسيا في عام 2003، مما أدى إلى رحيل الآلاف من الروس ذوي الأصل التركماني بسبب فقدانهم لأملاكهم. وبحسب ما ورد خشي العديد منهم الوقوع في أيدي دولة تعرضت لانتقادات واسعة بسبب انتهاكات حقوق الإنسان وفرض قيودًا صارمة على سفر الأجانب لمواطنيها. فأولئك الذين ليس لديهم جوازات سفر روسية قد يُجبرون على أن يصبحوا تركمان، وسيتم منعهم من العودة إلى روسيا.
بالنسبة لأولئك الذين بقوا، والذي يقدر عددهم بنحو 100,000 مواطن، تم إلغاء جميع الشهادات والوثائق الرسمية السوفيتية الأخرى التي صدرت خارج جمهورية تركمانستان الاشتراكية السوفيتية، مما حد بشكل جذري من أعمالهم. في الوقت نفسه، تم تشجيع الجامعات على رفض المتقدمين الذين يحملون ألقاب غير تركمانية، وخاصة ذو الأصل الروسي. كذلك تم منع بث محطة الإذاعة الروسية ماياك، وتم حظر الصحف الروسية.

## حظر ملحوظ
حظر الرئيس السابق صفرمراد نيازوف ممارسة ألعاب الفيديو والاستماع إلى راديو السيارة وأداء الأوبرا والباليه والتدخين في الأماكن العامة والشعر الطويل للرجال حتى شعر الوجه. تم التكهن بأن هذا الحظر الأخير قد تم تنفيذه لفرض مطابقة المظهر بين الشعب. كذلك أمر نيازوف بإغلاق جميع المكتبات خارج عاصمة عشق آباد اعتقادًا منه بأن جميع التركمان أميون. مُنع مذيعو الأخبار رجالًا ونساء من ارتداء أو وضع أي نوع من المكياج والزينة بعد أن اكتشف نيازوف أنه غير قادر على معرفة الفرق بينهم عندما يقوموا بوضع المكياج.
في عام 2008، تم إلغاء حظر السيرك والأوبرا، ولكن الزعيم الحالي قربانقلي بردي محمدوف حظر استيراد السيارات والشاحنات التي أنتجت قبل عام 2000.
اعتبارا من عام 2017، وعلى عكس جميع الدول المجاورة باستثناء أفغانستان، وقعت تركمانستان معاهدة أوتاوا لحظر الألغام الأرضية.

## حرية الدين
حرية الدين مكفولة بموجب المادة 11 من دستور تركمانستان. ومع ذلك، كغيرها من حقوق الإنسان، الممارسة العملية لهذه المادة غير موجودة. وعلى الرغم من الضغوط الدولية، تقوم السلطات بقمع جميع الجماعات الدينية، والإطار القانوني مقيد للغاية لدرجة أن الكثيرين يفضلون العيش تحت الأرض بدلًا من المرور عبر جميع العقبات الرسمية. أكثر الجماعات الذي يُمارس عليها هذا القمع والعنف هم أتباع المسيحية البروتستانت، بالإضافة إلى مجموعات مثل شهود يهوه، البهائية، وأتباع هاري كريشنا. على سبيل المثال، حُكم على شخص من شهود يهوه يبلغ من العمر 33 عامًا بالسجن لمدة 4 سنوات بعد العثور عليه وهو يحمل مؤلفات دينية في محطة قطار في داشوغوز. على الرغم من دستور تركمانستان الذي ينص على الحق في ممارسة أي دين بمفرده أو بالاشتراك مع الآخرين، والحق في حرية الكتابة والتعبير عن تلك القناعات. أشارت لجنة حقوق الإنسان التابعة للأمم المتحدة إلى أن شهود يهوه في تركمانستان  يتعرضوا للمحاكمات والسجن لرفضهم أداء الخدمة العسكرية الإلزامية.
في يوليو 2003، طبعت صحيفة عدالات المملوكة للدولة، والتي نشرتها وزارة العدل، هجوما على أعضاء بعض الجماعات الدينية، واصفة هذه الجماعات بأنها أجنبية وتوحي بأنها خطيرة. هناك، تواصل الحكومة تقييد حرية آباء شهود يهوه لتربية أطفالهم وفقًا لمعتقداتهم الدينية. أيضًا، صادرت الحكومة نسخًا من الأدب المسيحي، بما في ذلك الكتاب المقدس، مدعية بأنه لم يكن الأدب المسيحي الأصلي. في عام 2003، مُنع بعض شهود يهوه من الحصول على تأشيرات خروج. تم إيقاف الآخرين الذين تمكنوا من الحصول على تأشيرات خروج بعد عبورهم الحدود وأجبروا على العودة. أُوقف آخرون ومنعوا من السفر لأن أسمائهم مدرجة في القائمة السوداء للمواطنين المنوعين من السفر.
يشير التقرير السنوي لعام 2005 الصادر عن وزارة الخارجية الأمريكية حول الحرية الدينية الدولية (الصادر في 8 نوفمبر 2005) إلى استمرار القيود المفروضة على الحرية الدينية في تركمانستان.

## حرية التعبير
تخضع جميع وسائل الإعلام في تركمانستان لسيطرة الدولة. في يوليو 2010، أعلن الرئيس بردي محمدوف عن خطط للسماح لنشر الصحف الخاصة في البلاد. بمجرد إطلاقها، كان من المتوقع أن تتحدث على قصص الأعمال الناجحة.
وفقا لمؤشر حرية الصحافة العالمية لعام 2006 الصادر عن مراسلون بلا حدود، فإن تركمانستان تعتبر ثالث أسوأ بلد من حيث حرية الصحافة في العالم، خلف كوريا الشمالية وبورما. كذلك تعتبر واحدة من أكثر عشر دول خاضعة للرقابة. أثناء تولي نيازوف منصب الرئيس، قام بالسيطرة على جميع وسائل الإعلام التركمانية، كذلك تعهد كل بث خاضع لنيازوف بأنه سيتم قطع لسان من يحاول تشويه سمعة البلد أو العلم أو الرئيس.
تعرض الصحفيين للمضايقات من قبل الحكومة. حيث ظل بعضهم في السجن وحوكموا بتهم زائفة ومحاكمات جائرة. كثيرًا ما يتلقى الصحفيون تهديدات بالقتل. تم اعتقال الناشط سزاك دورديمورادوف في عام 2005 لتعاونه مع قناة تلفزيونية فرنسية لإعداد تقرير عن تركمانستان. حُكم عليه بالسجن ثماني سنوات بتهمة حيازة وبيع ذخيرة وأسلحة نارية. ولكن تعتبر هذه الاتهامات مزورة بالنسبة لمنظمة العفو الدولية.
تتم مراقبة الصحفيين المستقلين المتعاونين مع وسائل الإعلام الدولية عن كثب بصورة دائمة من قبل الدولة. كذلك يتعرض مراسلو إذاعة أوروبا الحرة لمضايقات مستمرة ويخاطرون بحياتهم وحريتهم. في 18 أبريل 2008، تم استجواب الصحفي المستقل سونا تشولي كولي لعدة أيام تحت الضغط الفسيولوجي وأجبر على التوقيع على بيان يوافق على عدم التعاون مع وسائل الإعلام الدولية.

### الإنترنت
تم السماح بالإنترنت لأول مرة عام 2008، تعد تركمانستان من بين أكثر المجتمعات قمعًا وانغلاقًا في العالم. يعد الإنترنت متاحًا فقط لجزء صغير من السكان، ويتعرض لرقابة واسعة. حيث يتم مراقبة المواطنين الذين يستخدمون الإنترنت عن كثب من قبل وكالات الدولة.
يتم حظر المواقع التي تديرها منظمات حقوق الإنسان ووكالات الأنباء. علاوة على ذلك، لا يستطيع المواطنون العاديون الوصول إلى شبكة الإنترنت العالمية، بدلًا من ذلك يتقيدون باستخدام شبكة التركمانت، وهي مجتمع متصل بالأنترنت باللغة التركمانية، ولكن خاضع للرقابة بشكل كبير. لا يمكن الوصول إلى الشبكات الاجتماعية مثل فيسبوك، يوتيوب، تويتر عبر التركمانت.

## الحرية السياسية
أي معارضة للحكومة تعتبر خيانة للوطن وتصل عقوبتها إلى السجن المؤبد. يوجد في تركمانستان العديد من السجناء السياسيين، من أشهرهم باتير بيرديوو، وزاجيلدي غوندوديجو، وبوريس شيهمرادوف. لا يتم منحهم أي وصول من قبل الصليب الأحمر الدولي أو منظمة الأمن والتعاون في أوروبا أو أي مؤسسات طبية. كانت هناك شائعات عن وفاتهم، ولكن لا يمكن تأكيد ذلك، ويعتبر مكان وجود معظمهم غير معروف.
اُعتقل غولجيلدي أنانيازوف، أحد زعماء المعارضة لحكومة نيازوف، عام 1995 وأُطلق سراحه عام 1999 بعد مرسوم عفو رئاسي. بعدها انتقل إلى النرويج ثم عاد مرة أخرى إلى تركمانستان، قُبض عليه في يونيو 2008 وحُكم عليه بالسجن 11 عامًا بعد محاكمة مغلقة، تعتبر التهم الموجهة إليه غير معروفة حتى الآن.
أندريه زاتوكا، مواطن تركماني وروسي، تم اعتقاله بتهم ملفقة لمدة 46 يومًا من ديسمبر 2006 إلى يناير 2007. بسبب الضغط الدولي، تم الإفراج عنه. في يونيو 2008 كتب أندريه بيانًا يفيد بأن حرية أصدقائه وحريته قد تكون في خطر. تمت مراقبته عبر السلطات التركمانية. وفي 20 أكتوبر 2009، تم القبض على أندريه للمرة الثانية وحُكم عليه بالسجن 5 لمدة سنوات بتهمة الاعتداء. في نوفمبر 2009، بعد ضغوط دولية من منظمات البيئة وحقوق الإنسان والسلطات الروسية، تم إطلاق سراحه بعد دفع غرامة مالية، والتخلي عن جنسيته التركمانية والهجرة الفورية من تركمانستان.

## وحشية الشرطة
تعتبر الاعتقالات التعسفية وسوء معاملة المحتجزين شائعة في تركمانستان، مثل التعذيب للحصول على اعترافات. في عام 2004، أطلق حرس الحدود النار على ستة أشخاص يُزعم أنهم عبروا الحدود بشكل غير قانوني من إيران. كذلك توجد تقارير عن وفاة سجناء تم منعهم من الحصول على الطعام والرعاية الطبية. توفي أوغولسابار ميراوا في سبتمبر 2006، وهو صحفي وناشط في مجال حقوق الإنسان بسبب العنف والتعذيب الذي تعرض إليه أثناء فترة اعتقاله.
في تقارير الدولة لعام 2018 حول ممارسات حقوق الإنسان من قبل وزارة الخارجية الأمريكية، تم إدانة دولة تركمانستان بسبب التعذيب، والاعتقالات التعسفية، والحبس القسري، وسجن النشطاء السياسيين، والفساد الشديد، وعدم وجود انتخابات حرة ونزيهة، والقيود المفروضة على الحرية الدين والتجمع والحركة.